# 댜나 나우세디에네

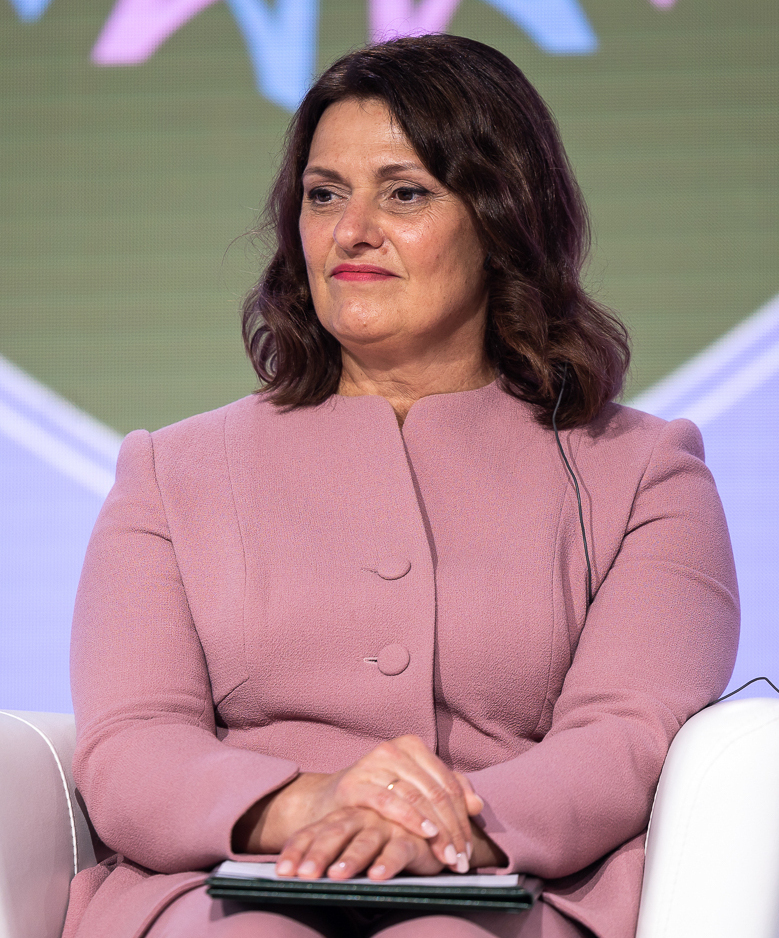
Diana Nausėdienė, 2022

댜나 나우세디에네(리투아니아어: Diana Nausėdienė, 혼전 성씨: 네파이테(Nepaitė), 1964년 7월 9일 ~ )은 리투아니아의 현 대통령 기타나스 나우세다의 부인으로, 2019년 7월 12일부터 퍼스트 레이디이다.